# Minden (Nebraska)
Minden es una ciudad ubicada en el condado de Kearney en el estado estadounidense de Nebraska. En el Censo de 2010 tenía una población de 2923 habitantes y una densidad poblacional de 524,92 personas por km².

## Geografía
Minden se encuentra ubicada en las coordenadas 40°29′53″N 98°58′3″O / 40.49806, -98.96750. Según la Oficina del Censo de los Estados Unidos, Minden tiene una superficie total de 5.57 km², de la cual 5.57 km² corresponden a tierra firme y (0%) 0 km² es agua.

## Demografía
Según el censo de 2010, había 2923 personas residiendo en Minden. La densidad de población era de 524,92 hab./km². De los 2923 habitantes, Minden estaba compuesto por el 96.58% blancos, el 0.24% eran afroamericanos, el 0.17% eran amerindios, el 0.21% eran asiáticos, el 0% eran isleños del Pacífico, el 1.4% eran de otras razas y el 1.4% pertenecían a dos o más razas. Del total de la población el 5.23% eran hispanos o latinos de cualquier raza.